# Asedio de Gandesa
El asedio de Gandesa o segunda batalla de Candesa es un hecho bélico que tuvo lugar entre julio y noviembre de 1938 durante la Guerra Civil Española, unos meses después de una batalla en la misma ciudad, terminó con el mantenimiento de la ciudad en manos franquistas.

## Historia
El Asedio de Gandesa o Segunda Batalla de Gandesa fue parte de un intento del Ejército Republicano Español de recuperar el territorio perdido tras la Batalla del Ebro, cuando seis divisiones republicanas totalmente equipadas pudieron cruzar con éxito el río Ebro. El movimiento republicano inicialmente tomó por sorpresa a la facción rebelde, pero ésta mostró una mayor superioridad logística y rápidamente trajo un convoy de tropas de Lérida, incluyendo tropas de choque de los Regulares, la Legión Española y falangistas como refuerzos.

### El asedio
El ataque contra las tropas franquistas atrincheradas en la ciudad de Gandesa fue dirigido principalmente por la 35.ª División del XV Cuerpo del Ejército, dirigida por Manuel Tagüeña. Otras divisiones involucradas en el avance del asedio fueron la 3.ª, 11.ª, 43.ª, 45.ª y 46.ª.2] Entre los atacantes, la XV Brigada Internacional, que había dirigido la Batalla de Gandesa unos meses antes, también participó en la que sería su última batalla en España.
Tras su éxito inicial, la ambiciosa ofensiva republicana fracasó y el frente se estabilizó en una línea desde la Sierra de Pàndols en el oeste, a través de Gandesa y la vecina Vilalba de los Arcos, hasta el este de la Sierra de Cavalls y el norte de la Sierra de la Fatarella. Defendido por la 50.ª División Nacionalista, las tropas republicanas lanzaron repetidos ataques contra la ciudad de Gandesa, siendo el muro del cementerio local el más afectado por gran parte de la acción de combate.
Haciendo caso omiso de los consejos de los generales García Valiño, Yagüe y Aranda, que preferían mantener el frente tal como estaba e iniciar una ofensiva en el norte hacia Barcelona, Franco quería recuperar el territorio perdido a cualquier precio. Su plan era seguir embistiendo contra las líneas republicanas con repetidos contraataques frontales, a pesar del gran número de bajas en su propio bando. El general Aranda comparó la falta de progreso en Gandesa con una lucha infructuosa de dos carneros, pero Franco se concentró en el hecho de que tenía a los mejores del ejército republicano atrapados en una línea de 35 km de largo y si la aniquilaba, no habría suficiente mano de obra en el lado de la República Española para continuar la guerra.
Tras meses de confrontación, el 2 de noviembre los nacionalistas dominaron todos los puntos altos de las sierras de Pàndols y Cavalls y para el 10 de noviembre todas las posiciones republicanas al sur del Ebro fueron abandonadas en una retirada apresurada. Hubo un número muy elevado de bajas en ambos bandos; los ejércitos nacionalistas pudieron soportarlas, pero los militares republicanos no se recuperaron de las grandes pérdidas infligidas.